# Storberget (naturreservat, Älvsbyns kommun)
Storberget är ett naturreservat i Älvsbyns kommun i Norrbottens län.
Området är naturskyddat sedan 1997 och är 0,7 kvadratkilometer stort. Reservatet omfattar sydsluttningen av Storberget ner mot myrmarker. Reservatet består av tallskog på de högra partierna och barrskog med inslag av lövträd längre ner. 